# Can-Con
Can-Con (The Conference on Canadian Content in Speculative Arts and Literature) es una convención de ciencia ficción y fantasía que se celebra de manera periódica desde el año 1992 en Otawa. Es organizado por The Society for Canadian Content in Speculative Arts and Literature, siendo ideado en 1991 por James Botte y Farrell McGovern en respuesta a la percepción existente respecto a que no existían eventos públicos dedicados a escritores, editores y artistas canadienses del género de la ficción especulativa.
La convención tuvo ediciones regulares entre los años 1992 y 1997, para saltarse luego a una nueva versión en 2001. Luego, existió un largo paréntesis debido a que los fundadores abandonaron el país por problemas financieros, para retomar el año 2010, después que Botte regresó a Canadá, aunque esta vez el presidente del evento sería Farrell.
El Can-Con se ha caracterizado por tener uno de los más diversos programas de ciencia ficción que cualquier otra convención, acogiendo eventos complementarios como lanzamientos de libros, a la Canvention —incluyendo a su Aurora Awards—, y el Boréal Congress, entre otros.

## Listado de convenciones
|   | Año  | Lugar                                       | Invitado(s) de Honor |
| - | ---- | ------------------------------------------- | --- |
| 1 | 1992 | Market Square Holiday Inn                   | Guy Gavriel Kay, Donald Kingsbury, Jeff Green, Meghan Dunn, Jan Scott y Paul Valcour (fan) |
| 2 | 1993 | Delta Hotel                                 | Robert J. Sawyer, Karen Wehrstein, Shirley Meier, Greg Ioannou y Bink (fan) |
| 3 | 1994 | The Talisman Hotel                          | S.M. Stirling, Donald Kingsbury, Tom Henighan, Bertrand Desbiens, Ron Holla, Cath Jackel y Paul Valcour (fan) |
| 4 | 1995 | The Talisman Hotel                          | Dave Duncan, Élisabeth Vonarburg, Candas Jane Dorsey, Tanya Huff, Judith Merril, Phyllis Gotlieb, Joël Champetier, Jean-Louis Trudel, Robert J. Sawyer, Donald Kingsbury, Yves Meynard, Karen Wehrstein, Shirley Meier, Heather Spears, Jean-Pierre Normand, David G. Hartwell, Cath Jackel y Robert Runté (fan) |
| 5 | 1996 | Canada Science and Technology Museum        | Robert Charles Wilson, Charles de Lint, Robert J. Sawyer, Hal Clement, Donald Kingsbury, Elizabeth Batten-Carew, Patricia Wall, Bertrand Desbiens, David G. Hartwell, Lorne Anderson, Chris Krejlgaard, David Stephenson y Jeff Green |
| 6 | 1997 | Chimo Hotel                                 | Tanya Huff, Robert J. Sawyer, Fiona Patton, Derryl Murphy, Phyllis Gotlieb, Terence M. Green, Yves Meynard, Jean-Louis Trudel, Bertrand Desbiens, Mark Lefebvre, Mark Shainblum, Valerie Kirkwood, Eric Choi, Dale L. Sproule, Kathryn Cramer, John Park, Carol Weekes, Carolyn Clink, David G. Hartwell, Candas Jane Dorsey, John Dupuis, Paul Recchia, Sally McBride, David Stephenson, Jeff Green y Paul Valcour (fan) |
| 7 | 2001 | Chimo Hotel                                 | Robert J. Sawyer, Julie E. Czerneda, Terence M. Green, Alison Sinclair, M.D. Benoit, Norma McPhee, David G. Hartwell, Carolyn Clink, Larry Stewart y Kurt Swinghammer |
| 8 | 2010 | Travelodge Hotel Ottawa (ex Talisman Hotel) | Marie Bilodeau, Jean-Louis Trudel, Hayden Trenholm, Matthew Johnson, Eric Choi y Larry Stewart |
| 9 | 2011 | Travelodge Hotel Ottawa (ex Talisman Hotel) | Julie E. Czerneda, Leonard Kirk, Liana K, Ed the Sock y Marie Bilodeau |